# Retro Studios
Retro Studios è una società di sviluppo videogiochi, con sede a Austin, Texas.

## Storia

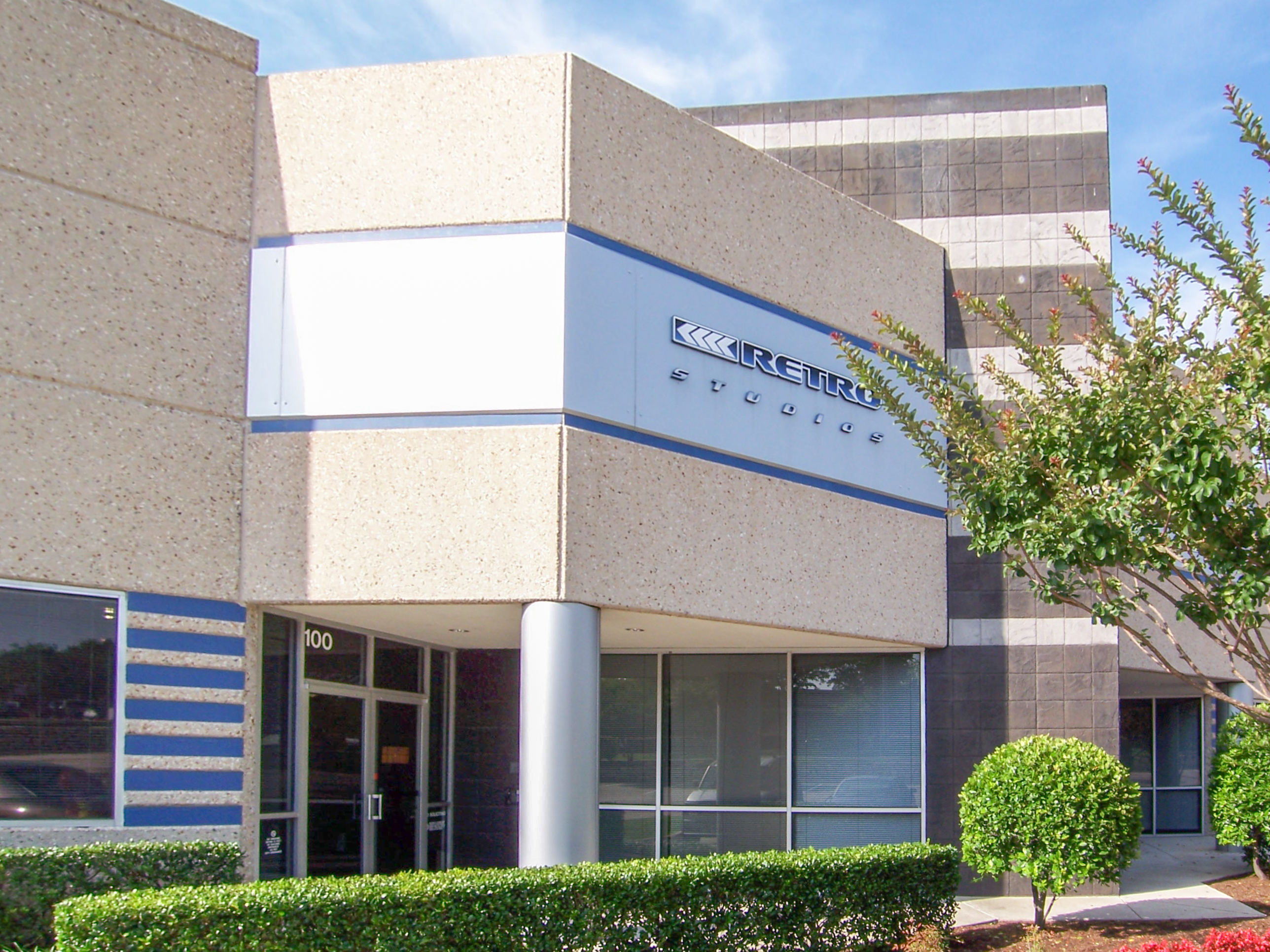
Sede dei Retro Studios a Austin, Texas

La società venne fondata nel 1998 da Jeff Spangenberg, già fondatore di Iguana Entertainment, con lo scopo di sviluppare videogiochi in collaborazione con la società Nintendo e sulle sue piattaforme. Il team cominciò a sviluppare quattro progetti per la futura console Nintendo Gamecube: un action-adventure senza titolo, un gioco di combattimento su veicoli (Thunder Rally), un gioco di football americano su licenza National Football League (NFL Retro Football) e un gioco di ruolo (Raven Blade).
A seguito di una visita allo studio del designer Shigeru Miyamoto nel 2000, venne deciso di utilizzare il motore di gioco sviluppato per l'action-adventure in un nuovo capitolo tridimensionale della serie Metroid. Per concentrare le risorse sul gioco che sarebbe diventato Metroid Prime, furono progressivamente fermati i lavori sugli altri titoli. Nel febbraio 2001 venne interrotto lo sviluppo di Thunder Rally e di NFL Retro Football e a luglio quello di Raven Blade, sebbene quest'ultimo fosse stato mostrato al pubblico durante l'E3 2001. Metroid Prime vide la luce nel 2002, e nello stesso anno Nintendo acquistò le azioni in possesso di Spangenberg, rendendo i Retro Studios un team first-party.
Visto il successo critico e commerciale di Prime, i Retro vennero incaricati di sviluppare due seguiti: Metroid Prime 2: Echoes, uscito nel 2004 su GameCube e Metroid Prime 3: Corruption, uscito nel 2007 su Wii. Successivamente lavorarono a due nuovi giochi della serie Donkey Kong, Donkey Kong Country Returns e Donkey Kong Country: Tropical Freeze, e collaborarono con Nintendo EAD allo sviluppo di Mario Kart 7. Nel gennaio 2019 Nintendo annunciò che i Retro Studios avrebbero lavorato a Metroid Prime 4, gioco annunciato all'E3 2017, ma fino ad allora sviluppato da Bandai Namco.

## Lista di videogiochi sviluppati
| Titolo                                         | Produttore                                                              | Direttore               | Musica                                                                          | Data uscita                       | Piattaforma |
| ---------------------------------------------- | ----------------------------------------------------------------------- | ----------------------- | ------------------------------------------------------------------------------- | --------------------------------- | ----------- |
| Metroid Prime                                  | Shigeru Miyamoto, Kensuke Tanabe, Kenji Miki, Akira Otani, Michael Mann | Mark Pacini             | Kenji Yamamoto, Kouichi Kyuma                                                   | 17 novembre 2002 21 marzo 2003    | GameCube    |
| Metroid Prime 2: Echoes                        | Kensuke Tanabe, Kenji Miki, Bryan Walker                                | Mark Pacini             | Kenji Yamamoto                                                                  | 15 novembre 2004 26 novembre 2004 | GameCube    |
| Metroid Prime 3: Corruption                    | Kensuke Tanabe                                                          | Mark Pacini             | Kenji Yamamoto, Minako Hamano, Masaru Tajima                                    | 27 agosto 2007 26 ottobre 2007    | Wii         |
| New Play Control! Metroid Prime                | Kensuke Tanabe                                                          | Mark Pacini             | Kenji Yamamoto, Kouichi Kyuma                                                   | 19 febbraio 2009                  | Wii         |
| New Play Control! Metroid Prime 2: Dark Echoes | Kensuke Tanabe                                                          | Mark Pacini             | Kenji Yamamoto                                                                  | 11 giugno 2009                    | Wii         |
| Metroid Prime Trilogy                          | Kensuke Tanabe                                                          | Mark Pacini             | Kenji Yamamoto, Kouichi Kyuma, Minako Hamano, Masaru Tajima                     | 24 agosto 2009 4 settembre 2009   | Wii         |
| Donkey Kong Country Returns                    | Kensuke Tanabe                                                          | Bryan Walker            | Minako Hamano, Masaru Tajima, Shinji Ushiroda, Daisuke Matsuoka, Kenji Yamamoto | 21 novembre 2010 3 dicembre 2010  | Wii         |
| Mario Kart 7 (con Nintendo EAD)                | Hideki Konno                                                            | Kosuke Yabuki           | Kenta Nagata, Satomi Terui                                                      | 1 dicembre 2011 2 dicembre 2011   | 3DS         |
| Donkey Kong Country: Tropical Freeze           | Kensuke Tanabe                                                          | Ryan Harris, Vince Joly | David Wise                                                                      | 14 febbraio 2014 21 febbraio 2014 | Wii U       |
| Donkey Kong Country: Tropical Freeze           | Kensuke Tanabe                                                          | Ryan Harris, Vince Joly | David Wise                                                                      | 3 maggio 2018 4 maggio 2018       | Switch      |
| Metroid Prime Remastered                       |                                                                         |                         |                                                                                 | 8 febbraio 2023                   | Switch      |
| Metroid Prime 4:Beyond                         | Kensuke Tanabe                                                          |                         |                                                                                 | 2025                              | Switch      |